# Черрівілл (Північна Кароліна)
Черрівілл (англ. Cherryville) — місто (англ. city) в США, в окрузі Ґестон штату Північна Кароліна. Населення — 6078 осіб (2020).

## Географія
Черрівілл розташований за координатами 35°23′4″ пн. ш. 81°22′44″ зх. д. / 35.38444° пн. ш. 81.37889° зх. д. (35.384566, -81.378942).  За даними Бюро перепису населення США в 2010 році місто мало площу 14,25 км², з яких 14,22 км² — суходіл та 0,03 км² — водойми.

## Демографія
Згідно з переписом 2010 року, у місті мешкало 5760 осіб у 2324 домогосподарствах у складі 1548 родин. Густота населення становила 404 особи/км².  Було 2621 помешкання (184/км²).
Расовий склад населення:
| - 85,1 % — білих - 10,3 % — чорних або афроамериканців - 0,7 % — азіатів - 0,2 % — корінних американців - 2,1 % — осіб інших рас |

До двох чи більше рас належало 1,6 %. Частка іспаномовних становила 3,7 % від усіх жителів.
За віковим діапазоном населення розподілялося таким чином: 22,8 % — особи молодші 18 років, 58,0 % — особи у віці 18—64 років, 19,2 % — особи у віці 65 років та старші. Медіана віку мешканця становила 41,7 року. На 100 осіб жіночої статі у місті припадало 89,8 чоловіків;  на 100 жінок у віці від 18 років та старших — 83,6 чоловіків також старших 18 років.
Середній дохід на одне домашнє господарство  становив 55 105 доларів США (медіана — 43 103), а середній дохід на одну сім'ю — 64 000 доларів (медіана — 52 105). Медіана доходів становила 47 231 долар для чоловіків та 31 270 доларів для жінок. За межею бідності перебувало 10,6 % осіб, у тому числі 13,0 % дітей у віці до 18 років та 7,2 % осіб у віці 65 років та старших.
Цивільне працевлаштоване населення становило 2421 особа. Основні галузі зайнятості: освіта, охорона здоров'я та соціальна допомога — 30,6 %, виробництво — 20,8 %, роздрібна торгівля — 13,3 %, мистецтво, розваги та відпочинок — 7,7 %.